# Budapester Bezirke
Die Budapester Bezirke (ungarisch Budapest kerületei) sind Gemeinden innerhalb der ungarischen Hauptstadt Budapest und Einheiten der öffentlichen Verwaltung. Im Ungarischen werden die Bezirke mit römischen Zahlen und annähernd im Uhrzeigersinn durchnummeriert. Ursache für einige „Unregelmäßigkeiten“ in der Reihenfolge sind historische Neugliederungen der Bezirke und Stadterweiterungen.

Bezirke in grün liegen in Pest, Bezirke in rot in Buda, der in gelb auf der Insel Csepel.

## Geschichte

### Von 1873 bis 1930

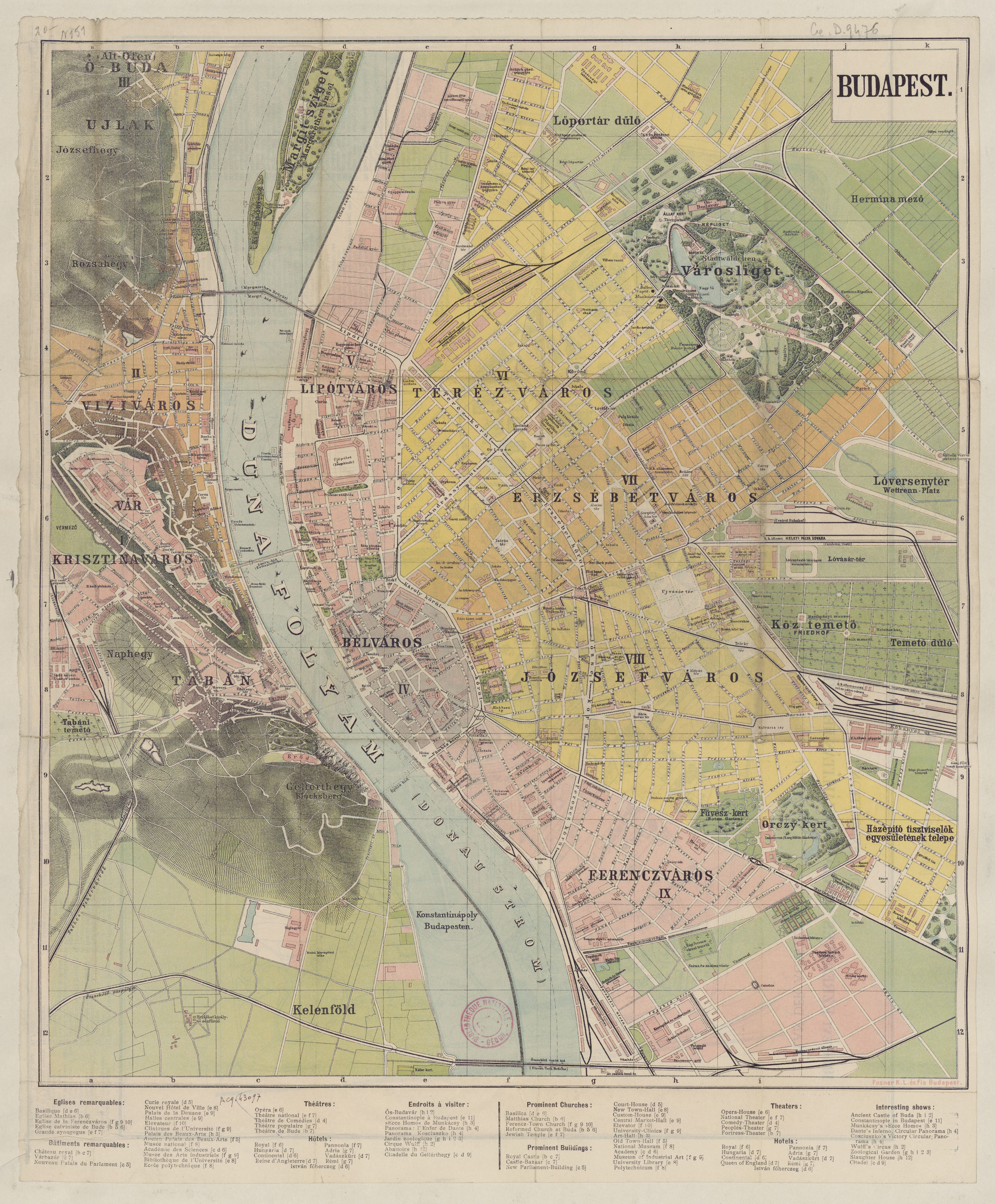
Karte von 1896

Mit der Vereinigung der drei Städte Buda, Óbuda und Pest zur einheitlichen Hauptstadt Budapest im Jahr 1873 entstanden zunächst 10 Bezirke.
Auf dem Gebiet von Buda und Óbuda auf der rechten Seite der Donau befanden sich die damaligen Bezirke I bis III:
- I. Bezirk, bestehend aus dem Burgviertel, Tabán und Krisztinaváros
- II. Bezirk, bestehend aus Országút und Víziváros
- III. Bezirk, bestehend aus Újlak und Óbuda

Auf dem ehemaligen Pester Stadtgebiet befanden sich die Bezirke IV bis X:
- IV. Bezirk: Belváros
- V. Bezirk: Lipótváros
- VI. Bezirk: Terézváros
- VII. Bezirk: Erzsébetváros
- VIII. Bezirk: Józsefváros
- IX. Bezirk: Ferencváros
- X. Bezirk: Kőbánya

### Von 1930 bis 1950

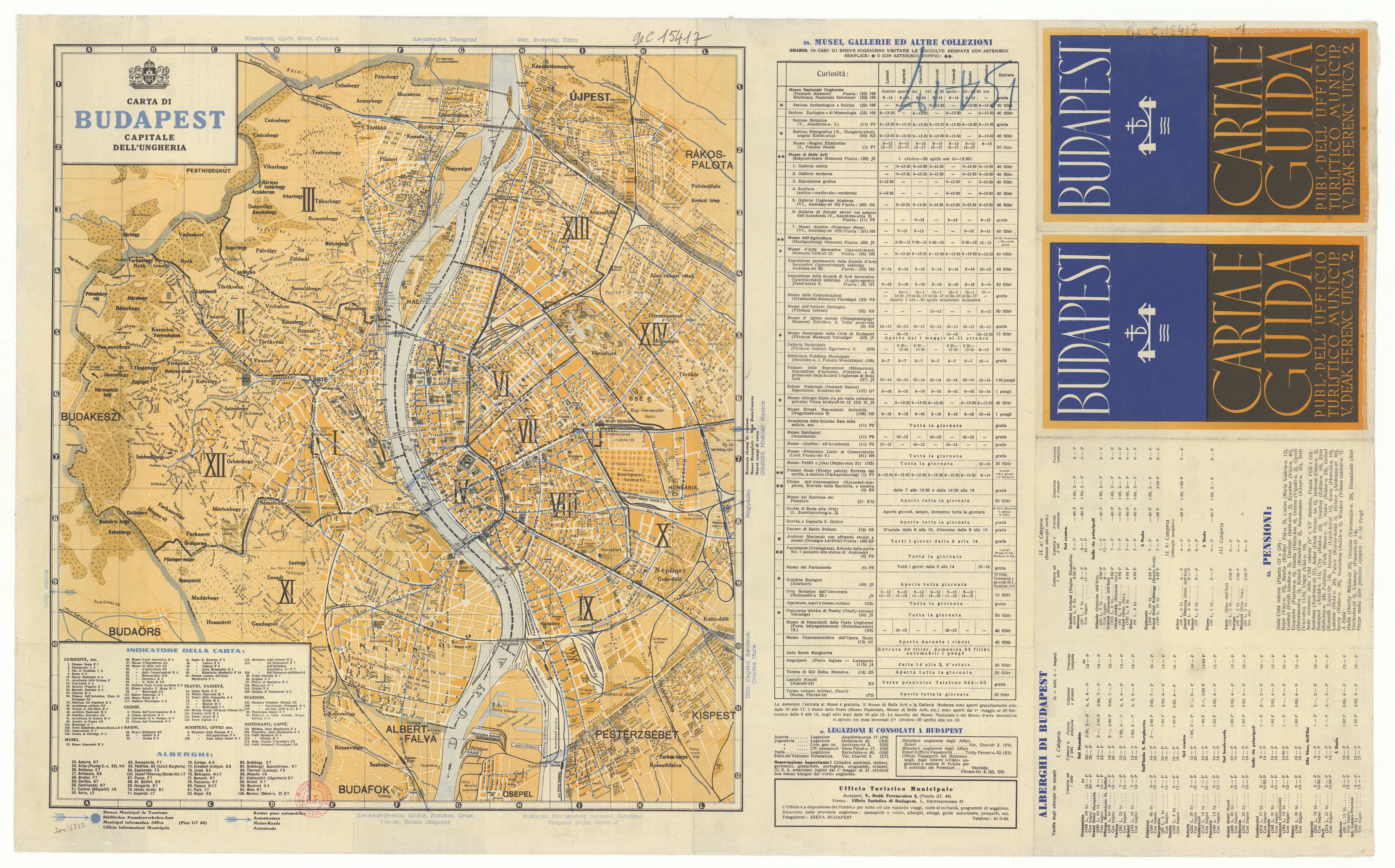
Bezirke um 1935

Im Mai 1930 teilte die Stadtverwaltung mit dem Gesetz 1930:XVIII.tc. vier neue Bezirke ein. Diese wurden erst in den folgenden 10 Jahren vollständig ausgebaut.
Der XI. und XII. Bezirk wurden vom I. Bezirk abgetrennt. Dies sind die Bereiche des ehemaligen Buda am rechten Donauufer. Der XI. Bezirk wurde am 1. März 1934 fertiggestellt, der XII. Bezirk am 1. Juli 1940.
Die Bezirke XIII und XIV wurden durch die neue Aufteilung des V., VI., VII. und X. Bezirks am linken Donauufer geschaffen. Der westliche XIII. Bezirk wurde am 15. Juni 1938 fertiggestellt, der östliche XIV. Bezirk 3 Jahre zuvor.
Außerdem wurde der staatliche Hafenbereich bei Csepel sowie das sich im Besitz der Stadt befindliche Waldgebiet zwischen Budakeszi und Budapest angegliedert. Der Hafenbereich wurde Teil des IX. Bezirks und auf dem Budakeszier Waldgebiet wurde der XII. Bezirk ausgebaut.
Infolge der Umgestaltung wurde die frühere Stadtgliederung grundlegend verändert. Zuvor waren die Bezirke strahlenförmig um den sehr kleinen IV. Bezirk angeordnet, die mit Ausnahme des VIII. Bezirks bis an die Stadtgrenzen reichten. Die Bezirke im Zentrum (I., V., VI. und VII. Bezirk) waren klein und sehr dicht besiedelt.

### Nach 1950
Seit den 1950er Jahren ist die Zahl der Bezirke zunächst auf 22, später auf 23 angewachsen. Zum 1. Januar 1950 wurden sieben Komitatsstädte und 16 Großgemeinden des Komitats Pest-Pilis-Solt-Kiskun, das teilweise auf dem Gebiet der heutigen Komitate Pest und Bács-Kiskun lag, der Stadt angeschlossen.
Es handelte sich um die ehemals eigenständigen Orte Budafok, Csepel, Kispest, Pestszenterzsébet, Pestszentlőrinc, Rákospalota, Újpest und die Großgemeinden Albertfalva, Békásmegyer, Budatétény, Cinkota, Mátyásföld, Nagytétény, Pesthidegkút, Pestszentimre, Pestújhely, Rákoscsaba, Rákoshegy, Rákoskeresztúr, Rákosliget, Rákosszentmihály, Sashalom und Soroksár.
Drei weitere Gebiete waren zuvor Teile anderer Orte:
- Szabadságtelep, das bis dahin zu Csömör gehörte
- Adyliget, das zuvor ein Teil von Nagykovácsi war
- das heutige Flughafengebiet, das früher zu Vecsés gehörte

Von den 14 alten Bezirken wurde der IV. mit dem V. Bezirk vereinigt. Der neu angeschlossene Ort Újpest erhielt die frei gewordene Nummer IV. Weiterhin wurden alle Bezirksgrenzen in Groß-Budapest mehr oder weniger verändert.
Von den 23 Siedlungen, die mit der Hauptstadt verschmolzen, wurden drei an die alten Bezirke angeschlossen, dazu auch einer jener Ortsteile, die zuvor einer anderen Siedlung angehörten. Dies sind Albertfalva (XI. Bezirk), Békásmegyer (III. Bezirk), Pesthidegkút und Adyliget (jeweils II. Bezirk).
Von den anderen 20 Siedlungen und zwei Ortsteilen wurden neun den neuen Bezirken zugeteilt. Die acht neuen Bezirke wurden in kreisförmiger Reihenfolge von XV bis XXII nummeriert.
Die neuen Bezirke wurden aus den folgenden Siedlungen gebildet, über deren alte Grenzen sie jeweils hinausgewachsen sind:
- IV. Bezirk: Újpest m.v.*
- XV. Bezirk: Rákospalota m.v. und Pestújhely nagyközség nk.*
- XVI. Bezirk: Cinkota, Mátyásföld, Rákosszentmihály und Sashalom nk., außerdem Szabadságtelep
- XVII. Bezirk: Rákoscsaba, Rákoshegy, Rákoskeresztúr und Rákosliget nk.
- XVIII. Bezirk: Pestszentlőrinc m.v., Pestszentimre nk., außerdem das Flughafengebiet um Vecse
- XIX. Bezirk: Kispest m.v.
- XX. Bezirk: Pesterzsébet m.v. und Soroksár nk.
- XXI. Bezirk: Csepel m.v.
- XXII. Bezirk: Budafok m.v., Budatétény und Nagytétény nk.

* 'm.v.' = Komitatsstadt (megyei város)
* 'n.k.' = Großgemeinde (nagyközség)
Im Jahre 1994 wurde das ehemalige Soroksár aus dem XX. Bezirk ausgegliedert und bildet seither den XXIII. Bezirk.

## Liste
In der Tabelle ist zu jeder Bezirksnummer der offizielle Beiname angegeben, sofern der jeweilige Bezirk über einen Namen verfügt.
Die Farben kennzeichnen Stadtbereiche, die in Buda (rot) und Pest (grün) liegen. Bei Csepel (gelb) handelt es sich um eine Donauinsel.
| Bezirk              | Bezirk              | Beiname                         | Einwohner (2024) | Einwohner je km² | Fläche | Entstehung        |
| ------------------- | ------------------- | ------------------------------- | ---------------- | ---------------- | ------ | ----------------- |
|                     | I. Bezirk           | Budavár                         | 24.203           | 7.098            | 3,41   | 17. November 1873 |
|                     | II. Bezirk          | -                               | 85.803           | 2.361            | 36,34  | 17. November 1873 |
|                     | III. Bezirk         | Óbuda-Békásmegyer               | 125.147          | 3.152            | 39,7   | 17. November 1873 |
|                     | IV. Bezirk          | Újpest                          | 94.824           | 5.038            | 18,82  | 1. Januar 1950    |
|                     | V. Bezirk           | Belváros-Lipótváros             | 23.701           | 9.151            | 2,59   | 17. November 1873 |
|                     | VI. Bezirk          | Terézváros                      | 35.047           | 14.726           | 2,38   | 17. November 1873 |
|                     | VII. Bezirk         | Erzsébetváros                   | 49.388           | 23.631           | 2,09   | 17. November 1873 |
|                     | VIII. Bezirk        | Józsefváros                     | 70.309           | 10.264           | 6,85   | 17. November 1873 |
|                     | IX. Bezirk          | Ferencváros                     | 59.722           | 4.770            | 12,52  | 17. November 1873 |
|                     | X. Bezirk           | Kőbánya                         | 74.365           | 2.289            | 32,49  | 17. November 1873 |
|                     | XI. Bezirk          | Újbuda                          | 149.126          | 4.456            | 33,47  | 1. März 1934      |
|                     | XII. Bezirk         | Hegyvidék                       | 55.650           | 2.087            | 26,67  | 1. Juli 1940      |
|                     | XIII. Bezirk        | -                               | 120.573          | 8.971            | 13,44  | 15. Juni 1938     |
|                     | XIV. Bezirk         | Zugló                           | 118.759          | 6.550            | 18,13  | 15. Juni 1935     |
|                     | XV. Bezirk          | Rákospalota-Pestújhely-Újpalota | 75.236           | 2.793            | 26,94  | 1. Januar 1950    |
|                     | XVI. Bezirk         | -                               | 72.411           | 2.161            | 33,51  | 1. Januar 1950    |
|                     | XVII. Bezirk        | Rákosmente                      | 84.428           | 1.540            | 54,81  | 1. Januar 1950    |
|                     | XVIII. Bezirk       | Pestszentlőrinc-Pestszentimre   | 99.247           | 2.571            | 38,6   | 1. Januar 1950    |
|                     | XIX. Bezirk         | Kispest                         | 57.895           | 6.172            | 9,38   | 1. Januar 1950    |
|                     | XX. Bezirk          | Pesterzsébet                    | 61.508           | 5.050            | 12,18  | 1. Januar 1950    |
|                     | XXI. Bezirk         | Csepel                          | 70.084           | 2.722            | 25,75  | 1. Januar 1950    |
|                     | XXII. Bezirk        | Budafok-Tétény                  | 56.499           | 1.650            | 34,25  | 1. Januar 1950    |
|                     | XXIII. Bezirk       | Soroksár                        | 22.297           | 547              | 40,77  | 11. Dezember 1994 |
| Hauptstadt Budapest | Hauptstadt Budapest | Hauptstadt Budapest             | 1.686.222        | 3.211            | 525,09 | 17. November 1873 |